# Расшеватка
Расшеватка — река в России, протекает в Ставропольском и Краснодарском краях. Устье реки находится в 51 км по правому берегу реки Калалы. Длина реки — 74 км, площадь её водосборного бассейна — 962 км².

## Населенные пункты от истока к устью
- станица Кармалиновская
- город Новоалександровск
- хутор Новоленинский
- станица Расшеватская
- хутор Новорасшеватский
- хутор Туркинский

## Данные водного реестра
По данным государственного водного реестра России относится к Донскому бассейновому округу, водохозяйственный участок реки — Егорлык от Новотроицкого гидроузла и до устья, речной подбассейн реки — бассейн притоков Дона ниже впадения Северского Донца. Речной бассейн реки — Дон (российская часть бассейна).
По данным геоинформационной системы водохозяйственного районирования территории РФ, подготовленной Федеральным агентством водных ресурсов:
- Код водного объекта в государственном водном реестре — 05010500612107000017079
- Код по гидрологической изученности (ГИ) — 107001707
- Код бассейна — 05.01.05.006
- Номер тома по ГИ — 07
- Выпуск по ГИ — 0